# Sebastian Feichtmair
Sebastian Feichtmair (* 1957 in Bad Tölz) ist ein deutscher Wirtschaftswissenschaftler, Hochschullehrer und Initiator für Internationales Management in englischer Sprache sowie Organisator des Studium Generale an der DHBW Lörrach.

## Leben und Wirken
Nach Abitur und Studium der Wirtschafts- und Sozialwissenschaften sowie Promotion an der Universität Augsburg wurde er Mitarbeiter bei der Daimler Benz AG (1987–1989). Im Jahr 1989 wurde er kaufmännischer Leiter der Firma Technische Textilien GmbH Lörrach. 1993 trat er als CFO in die Geschäftsleitung GABA-Gruppe ein und wurde 2004 Vorstand für Finanzen, Controlling und Personal bei der Dr. Scheller Cosmetics AG.
Den Ruf an die DHBW Lörrach als Professor und Studiengangsleiter für Wirtschaftsinformatik nahm er 2007 an. Im Jahr 2012 übernahm er zusätzlich die Studiengangsleitung BWL-International Business (in Englisch) und die Organisation des Studium Generale in Lörrach.
Seit 2022 ist er gleichzeitig erster Vorsitzender von Lörrach International e.V.
Feichtmair ist verheiratet und hat zwei Kinder.

## Tätigkeitsbereiche in der DHBW
- Angewandte empirische Sozialforschung, Strategieberatung und -implementierung, Startup-Unterstützung und -Betreuung, Risiko-Management (Risk Assessment), Real-Live-Projekte in Partnerbetrieben, Marketing Fast Moving Consumer Goods, Geschäftsmodellentwicklung mit Canvas, Eventplanung und -Management, Controlling und Produkt-Kalkulation, Cash-Management und Liquiditätssteuerung, Unternehmensplanspiele, Studium Generale.

## Veröffentlichungen (Auswahl)
- Die Krankenstandsentwicklung ausländischer Arbeitnehmer in der Bundesrepublik Deutschland : strukturelle Veränderungen, unterschiedl. Belastungsexposition oder zunehmender Missbrauch? Diss. Augsburg 1987
- Die Krankenstandsentwicklung ausländischer Arbeitnehmer in der Bundesrepublik Deutschland : strukturelle Veränderungen, unterschiedliche Belastungsexposition oder zunehmender Missbrauch? / vorgelegt von Sebastian Feichtmair als Microfiche Ausgabe 1987